# Porto di Berbera
Il Porto di Berbera (in somalo: Dekedda Berbera in arabo ميناء بربرة‎?   ) è il porto marittimo ufficiale di Berbera, la capitale commerciale del Somaliland . È classificato come un porto di classe principale.

## Panoramica

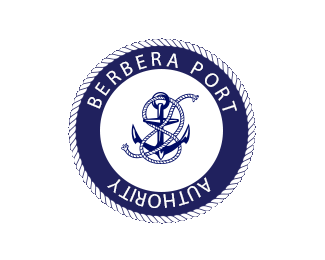
Logo del Porto di Berbera

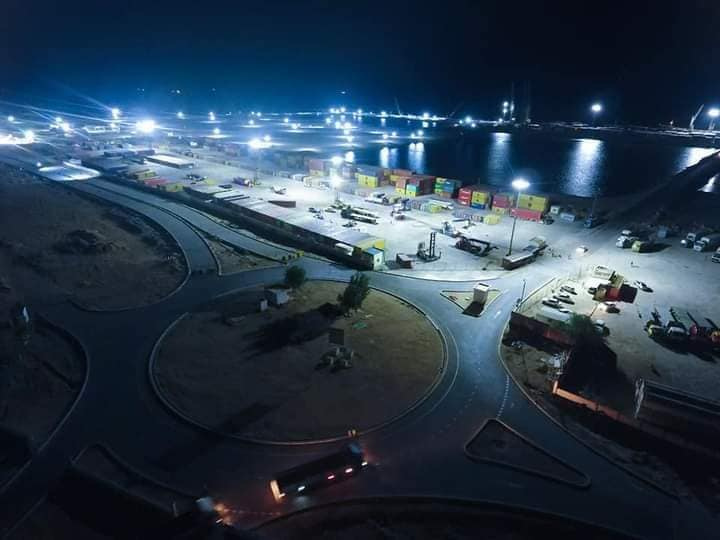
Vista notturna del Porto di Berbera

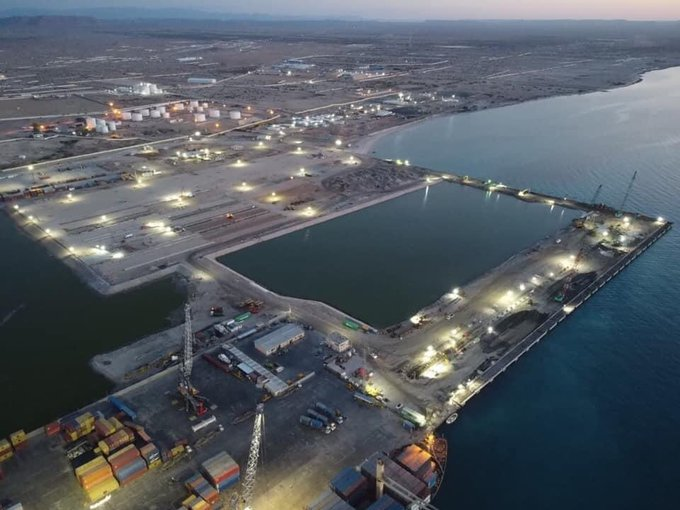
Il nuovo terminal per container del DP World Berbera

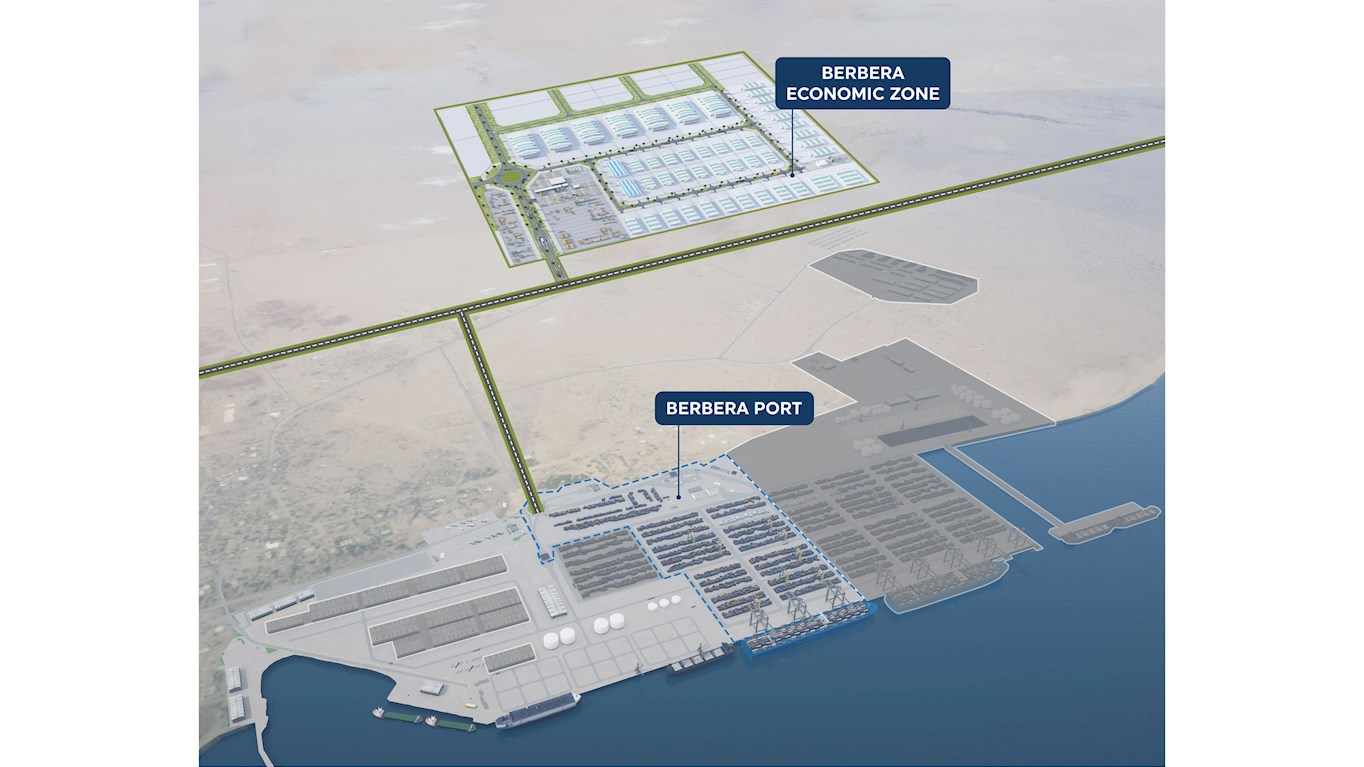
Il piano della multinazionale emiratina DP World Berbera riguardo al porto.

Lo scopo storico del porto di Berbera è quello di base navale e missilistica per il governo centrale somalo. A seguito di un accordo del 1962 tra la Repubblica somala e l'Unione Sovietica, le strutture del porto furono migliorate e patrocinate dai sovietici. Successivamente è stato ampliato per uso militare statunitense, dopo che le autorità somale hanno rafforzato i legami con il governo americano.
Nel luglio 2013, la Raysut Cement dell'Oman ha annunciato che è prevista la costruzione di un nuovo terminal di cemento all'avanguardia nel porto di Berbera. Il progetto di costruzione fa parte di una joint venture con partner commerciali somali. Sarà composto da tre silos della capacità di 4000 tonnellate ciascuno, che saranno destinati allo stoccaggio, confezionamento e distribuzione del cemento.
Nel maggio 2016, DP World ha firmato un accordo da 442 milioni di dollari con il governo del Somaliland per gestire un centro commerciale e logistico regionale nel porto di Berbera. Il progetto, in fase di attuazione, prevede anche l'istituzione di una zona franca.
Il 1 marzo 2018 l' Etiopia è diventata uno dei principali azionisti a seguito di un accordo con DP World e l'Autorità Portuale del Somaliland. DP World detiene una quota del 51% nel progetto, il Somaliland il 30% e l'Etiopia il restante 19%. Nell'ambito dell'accordo, il governo etiope investirà in infrastrutture per sviluppare il Corridoio Berbera come porto commerciale per il Paese abissino, che è uno dei Paesi in più rapida crescita al mondo. Ci sono anche piani per costruire un ormeggio aggiuntivo al porto di Berbera, in linea con il piano generale di Berbera, che DP World ha iniziato a implementare, aggiungendo nuove attrezzature per migliorare ulteriormente l'efficienza e la produttività del porto.
L'accordo fa parte di un più ampio Memorandum d'intesa tra i governi degli Emirati Arabi Uniti e l'amministrazione del Somaliland per rafforzare ulteriormente i loro legami strategici. Tuttavia, il patto ha suscitato incomprensioni e dibattiti con il principale partito dell'opposizione del Somaliland, Waddani, sostenendo che l'accordo era tra la Somalia e gli Emirati Arabi Uniti, questa affermazione è stata negata dal Ministro degli Affari Esteri somalo affermando che non è stata prodotta alcuna prova che indichi che l'accordo portuale di Berbera è stato firmato con i precedenti governi della Somalia.